# Where the Wild Roses Grow
Where the Wild Roses Grow este o melodie rock alternativ, compusă de Nick Cave pentru albumul Murder Ballads (1996) al formației Nick Cave and the Bad Seeds, fiind un duet cu cântăreața pop Kylie Minogue. Melodia a fost produsă de Nick Cave, Tony Cohen și Victor Van Vugt, primind o recenzie pozitivă de la criticii muzicali. A fost primul single de pe album, și a devenit cel mai de succes single al formației, atingând locul 3 în Norvegia și 5 în Australia. În Germania, Marea Britanie și Noua Zeelandă a atins top 20, primind chiar discul de aur în Germania.